# Paradisæblerne
Paradisæblerne og andre historier er en novellesamling skrevet af Martin A. Hansen i 1953. 
Den indeholder følgende noveller: Bolettes termin, Arme Rita, En isbod åbner, Paradisæblerne, Strudsen, Vor frues jæger og Tirad.